# Kanton Saint-Étienne-3
Der Kanton Saint-Étienne-3 ist seit 2015 ein französischer Wahlkreis im Arrondissement Saint-Étienne im Département Loire der Region Auvergne-Rhône-Alpes. Hauptort ist Saint-Étienne. 

## Gemeinden
Zum Kanton gehören zwei Gemeinden und ein Teil der Stadt Saint-Étienne:
| Gemeinde               | Einwohner 1. Januar 2022 | Fläche km² | Dichte Einw./km² | Code INSEE | Postleitzahl        |
| ---------------------- | ------------------------ | ---------- | ---------------- | ---------- | ------------------- |
| Roche-la-Molière       | 9.853                    | 17,44      | 565              | 42189      | 42230               |
| Saint-Étienne          | 26.088                   | 26,05      | 1.001            | 42218      | 42000, 42100, 42230 |
| Saint-Genest-Lerpt     | 6.182                    | 12,68      | 488              | 42223      | 42530               |
| Kanton Saint-Étienne-3 | 42.123                   | 56,17      | 750              | 4216       | –                   |

1. ↑   Nur der westliche Teil der Gemeinde, der Rest verteilt sich auf die Kantone Saint-Étienne-1, Saint-Étienne-2, Saint-Étienne-4, Saint-Étienne-5 und Saint-Étienne-6.